# アルクナシ/CHARAMEL
「アルクナシ/CHARAMEL」（アルクナシ/キャラメル）は、ふなっしーの3枚目のシングルである。2017年8月2日発売。発売元はユニバーサルミュージック。

## 概要
千葉県船橋市の非公認ご当地キャラ、ふなっしーによるサードシングル。DVDつきストア限定・産地直送盤、DVDつき初回限定盤、通常盤(初回プレス仕様)の3形態で販売された。本シングルでは作詞をふなっしーが手掛けており、作詞・作曲・プロデュースはサンプラザ中野くんが担当した。また、編曲はあらケンが担当した。

## 収録曲

### CD
1. アルクナシ
  - 作詞：ふなっしー、サンプラザ中野くん 作曲：サンプラザ中野くん 編曲：あらケン
2. CHARAMEL
  - 作詞：ふなっしー 作曲・編曲：あらケン
3. アルクナシ (カラオケ)
4. CHARAMEL (カラオケ)